# Ellen David
Ellen David (* in Montreal, Québec) ist eine kanadische Schauspielerin und Synchronsprecherin.

## Leben
David machte ihren Abschluss an der Wagar High School. 1999 war sie im Film Symphonie des Todes in der Rolle der Andrea Farquar zu sehen. Von 2010 bis 2011 wirkte sie in insgesamt 25 Episoden der Fernsehserie 18 to Life in der Rolle der Judith Bellow mit. 2021 übernahm sie im Film Fatherhood die Rolle der Dr. Jarvis. 2000 lieh sie im Zeichentrickfernsehfilm Arthur’s Perfect Christmas mehreren Figuren ihre Stimme. Außerdem war sie als Synchronsprecherin in den originalen Fassungen der auch in Deutschland bekannt gewordenen Zeichentrickserien Erdferkel Arthur und seine Freunde, Sissi, Landmaus und Stadtmaus auf Reisen oder auch Caillou zu hören.
2015 wurde sie mit dem Award of Excellence der ACTRA Awards für ihr Lebenswerk ausgezeichnet.

## Filmografie (Auswahl)
- 1988: Nachtstreife (Night Heat, Fernsehserie, Episode 4x22)
- 1989: Die Waffen des Gesetzes (Street Legal, Fernsehserie, Episode 3x19)
- 1991: The Quarrel
- 1991: The Final Heist (Fernsehfilm)
- 1991–1992: Urban Angel (Fernsehserie, 15 Episoden)
- 1992: Dead Bolt (Deadbolt, Fernsehfilm)
- 1993: Sweet Killing
- 1993: Liebe und andere Grausamkeiten (Love and Human Remains)
- 1993: Grusel, Grauen, Gänsehaut (Are You Afraid of the Dark?, Fernsehserie, Episode 2x09)
- 1994: Mrs. Parker und ihr lasterhafter Kreis (Mrs. Parker and the Vicious Circle)
- 1994–1995: Lady Cops (Fernsehserie, 22 Episoden)
- 1996: Rowing Through
- 1996: Familienschicksal – Eine Frau ist verzweifelt (Everything to Gain, Fernsehfilm)
- 1996: Joyeux Calvaire
- 1997: Im Angesicht meiner Feinde (In the Presence of Mine Enemies, Fernsehfilm)
- 1997: Liebesflüstern (Afterglow)
- 1997: Mörderischer Verdacht (Suspicious Minds)
- 1997: Jack Higgins – Die Krieger (Midnight Man, Fernsehfilm)
- 1997: Begierde – The Hunger (The Hunger, Fernsehserie, Episode 1x09)
- 1998: Going to Kansas City
- 1998: Random Encounter
- 1998: Home Team – Ein treffsicheres Team (Home Team)
- 1998: The Mystery Files of Shelby Woo (Fernsehserie, 20 Episoden)
- 1998: Der Preis der Begierde (Fatal Affair)
- 1998: Bouscotte (Fernsehserie)
- 1999: A Walk on the Moon
- 1999: Symphonie des Todes (Requiem for Murder Classy Kill)
- 1999: Catherine (Fernsehserie, Episode 2x33)
- 2000: Ist sie nicht großartig? (Isn't She Great)
- 2000: Stardom
- 2000: 2002 – Durchgeknallt im All (2001: A Space Travesty)
- 2001: Nuit de noces
- 2001–2003: Largo Winch – Gefährliches Erbe (Largo Winch, Fernsehserie, 2 Episoden)
- 2002: The Stork Derby (Fernsehfilm)
- 2002: Savage Messiah
- 2002: Two Summers
- 2002: Dog Detectives – Helden auf vier Pfoten (Scent of Danger, Fernsehfilm)
- 2003: Wicked Minds (Fernsehfilm)
- 2003: Dorian – Pakt mit dem Teufel (Doria)
- 2003: Mambo Italiano
- 2004: Baby for Sale (Fernsehfilm)
- 2004: Ciao Bella (Fernsehserie, 7 Episoden)
- 2005: Nos étés (Fernsehserie, Episode 1x03)
- 2005: Rumeurs (Fernsehserie, Episode 4x01)
- 2005: L'audition
- 2006: Last Exit (Fernsehfilm)
- 2006: Naked Josh (Fernsehserie, 2 Episoden)
- 2006: Proof of Lies (Fernsehfilm)
- 2006–2007: The Business (Fernsehserie, 12 Episoden)
- 2007: Superstorm – Hurrikan außer Kontrolle (Superstorm, Miniserie)
- 2007: Moose TV (Fernsehserie, Episode 1x06)
- 2007: Surviving My Mother
- 2007: Killer Wave – Die Todeswelle (Killer Wave, Fernsehfilm)
- 2008: Dr. Jekyll and Mr. Hyde (Fernsehfilm)
- 2008: Zackary Samuel: Illusionist
- 2009: Final Verdict (Fernsehfilm)
- 2009: Sophie (Fernsehserie, Episode 2x15)
- 2009: Das Phantom (The Phantom, Miniserie, 2 Episoden)
- 2010: Barney’s Version
- 2010–2011: 18 to Life (Fernsehserie, 25 Episoden)
- 2011: Face Divided (Kurzfilm)
- 2011: Goon – Kein Film für Pussies (Goon)
- 2011: Identity (Fernsehfilm)
- 2011–2014: Being Human (Fernsehserie, 4 Episoden)
- 2012: O' (Fernsehserie, Episode 7x03)
- 2012: Burden of Evil – Die Last des Bösen (Burden of Evil, Fernsehfilm)
- 2012: Trauma (Fernsehserie, Episode 3x05)
- 2012: Unité 9 (Fernsehserie, Episode 6x08)
- 2013: Inspector Gamache – Denn alle tragen Schuld (Still Life: A Three Pines Mystery, Fernsehfilm)
- 2014: The Killer Inside (Mensonges, Fernsehserie, Episode 1x02)
- 2014: Sex & Ethnicity (Fernsehserie, 6 Episoden)
- 2014: Bauernopfer – Spiel der Könige (Pawn Sacrifice)
- 2015: Brooklyn – Eine Liebe zwischen zwei Welten (Brooklyn)
- 2015: First Response (Fernsehfilm)
- 2015: Mein Praktikum in Kanada (Guibord s’en va-t-en guerre)
- 2015: The Art of More – Tödliche Gier (The Art of More, Fernsehserie, Episode 1x03)
- 2015: This Life (Fernsehserie, 3 Episoden)
- 2016: A Stranger in My Home (Fernsehserie, Episode 3x04)
- 2016: Oh What a Wonderful Feeling (Kurzfilm)
- 2016: Cité Mémoire (Kurzfilm)
- 2016: Toi & Moi (Fernsehserie, Episode 3x25)
- 2016: The Flare (Kurzfilm)
- 2016: Voll verkatert (Nine Lives)
- 2016: Iqaluit
- 2016: Shut In
- 2017: Goon: Last of the Enforcers
- 2017: Reel Women Seen (Kurzfilm)
- 2017: Last Call
- 2018: En tout cas (Fernsehserie, Episode 1x02)
- 2018: Fatal Vows (Fernsehserie, Episode 6x04)
- 2018: The Death and Life of John F. Donovan
- 2018: Die Wahrheit über den Fall Harry Quebert (The Truth About the Harry Quebert Affair, Fernsehserie, 3 Episoden)
- 2018: A Majestic Christmas (Fernsehfilm)
- 2018: The Engagement (Kurzfilm)
- 2018–2020: The Bold Type – Der Weg nach oben (The Bold Type, Fernsehserie, 3 Episoden)
- 2019: Street Legal (Fernsehserie, 2 Episoden)
- 2019: Thespian (Kurzfilm)
- 2019: Double Holiday (Fernsehfilm)
- 2020: Regret (Kurzfilm)
- 2020: Mein Jahr in New York (My Salinger Year)
- 2020: Le Phoenix (Fernsehserie, Episode 1x05)
- 2020: Ein Zirkus für mich allein (Mon cirque à moi)
- 2020: Christmas Ever After (Fernsehfilm)
- 2021: Fatherhood
- 2021: The Republic of Sarah (Fernsehserie, 3 Episoden)
- 2022: Le temps des framboises (Fernsehserie, 7 Episoden)
- 2022: Cerebrum (Fernsehserie, 2 Episoden)
- 2022: Transplant (Fernsehserie, 4 Episoden)

## Synchronisationen (Auswahl)
- seit 1997: Erdferkel Arthur und seine Freunde (Arthur, Zeichentrickserie)
- 1997–1998: Sissi (Princess Sissi, Zeichentrickserie, 15 Episoden)
- 1997–1999: Landmaus und Stadtmaus auf Reisen (The Country Mouse and the City Mouse Adventures, Zeichentrickserie, 25 Episoden)
- 1999: Ripley's Believe It or Not (Zeichentrickserie, 26 Episoden)
- 1999–2003: Mona der Vampir  (Mona le Vampire / Mona the Vampire, Zeichentrickserie, 65 Episoden)
- 2000: Arthur’s Perfect Christmas (Zeichentrickfernsehfilm)
- 2000: The Twins (Zeichentrickserie)
- 2000–2013: Caillou (Zeichentrickserie, 68 Episoden)
- 2001–2002: Sagwa, the Chinese Siamese Cat (Zeichentrickserie, 28 Episoden)
- 2001–2002: Allo la Terre, ici les Martin (Zeichentrickserie, 26 Episoden)
- 2001–2005: X-DuckX – Extrem abgefahren (X-DuckX, Zeichentrickserie, 77 Episoden)
- 2002: Die Schweinebande (Pig City, Zeichentrickserie, 22 Episoden)
- 2002: Tom Clancy’s Splinter Cell (Computerspiel)
- 2002: Daft Planet (Zeichentrickserie, 13 Episoden)
- 2004: Pinocchio 3000 (Animationsfilm)
- 2004–2007: Tripping the Rift (Tripping the Rift, Animationsserie, 17 Episoden)
- 2005: Postkarten von Buster (Postcards from Buster, Zeichentrickserie, 2 Episoden)
- 2007: Beowulf: The Game (Computerspiel)
- 2008: Tripping the Rift: The Movie (Animationsfilm)
- 2008: Fred's Head (Zeichentrickserie, 13 Episoden)
- 2009: Assassin’s Creed II (Computerspiel)
- 2010: Assassin’s Creed: Brotherhood (Computerspiel)
- 2014: Watch Dogs (Computerspiel)
- 2014: Assassin’s Creed Unity (Computerspiel)
- 2015: Assassin’s Creed Syndicate (Computerspiel)
- 2016: Level Up Norge (Zeichentrickserie, Episode 3x10)
- 2019: Enter the Duat (Computerspiel)
- 2020: The Dark Pictures Anthology: Little Hope (Computerspiel)